# Russian Racing Championship
Russian Racing Championship (сокращенно RRC) — кузовной турнир по автомобильным кольцевым гонкам, пришедший на смену Russian Touring Car Championship. Статус соревнований — чемпионат России и Кубок России. Гоночная серия была создана в 2012 году при содействии РАФ, просуществовала два сезона, по окончании 2013 года была преобразована в Российскую серию кольцевых гонок с новым промоутером.
В сезоне 2012 серия объединила 8 зачетов чемпионата России и Кубка России: Туринг, Супер-Продакшн, Туринг-Лайт, Национальный, Митджет, Legends, Формула-Россия и GT-Rus.

## История

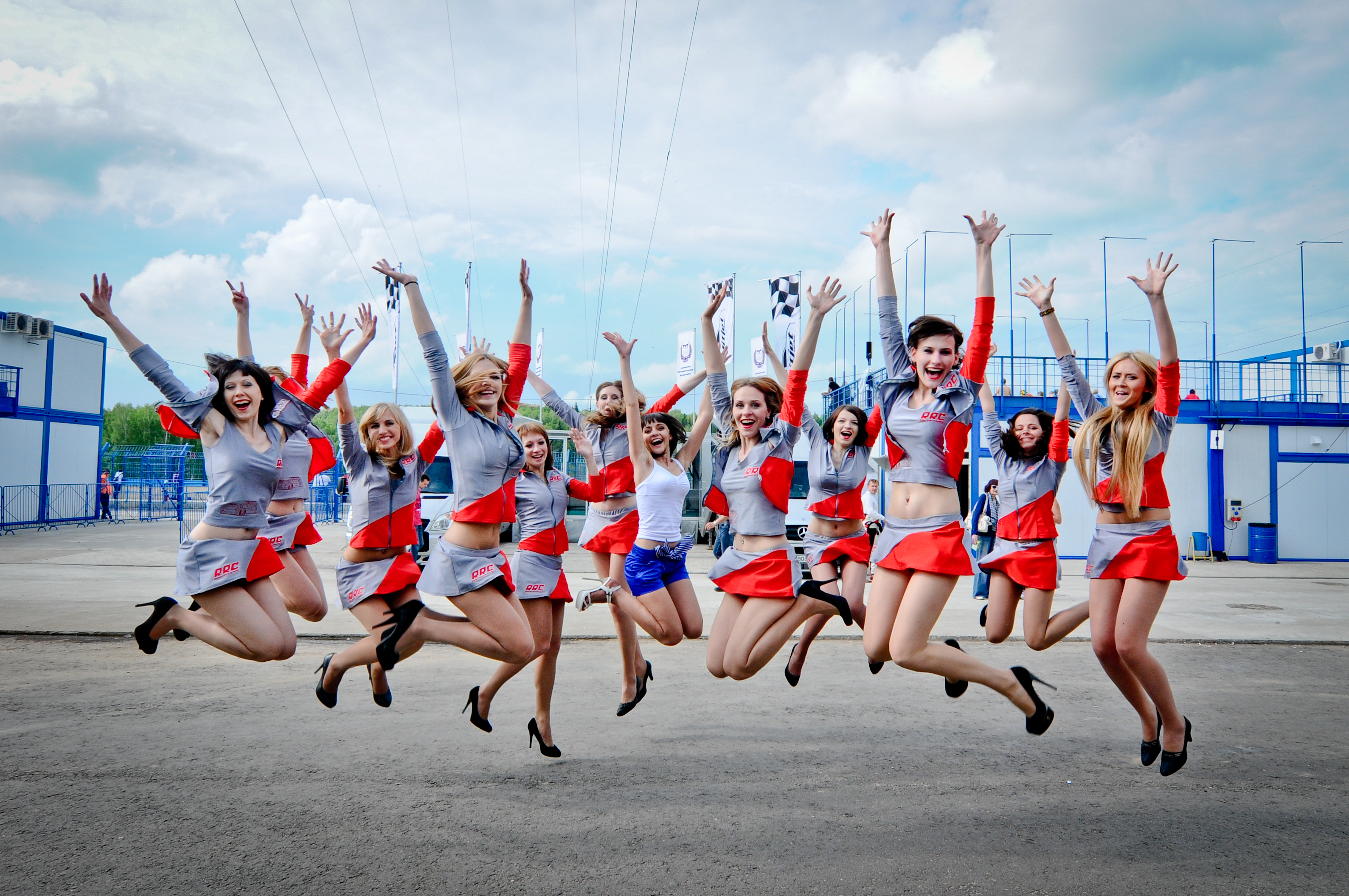
GRID-Girls. 1 этап, Смоленское кольцо

В начале 2012 года Российской Автомобильной Федерацией (РАФ) было принято решение о том, что впервые соревнования всех классов отечественного «кольца» будут проводиться в рамках одного гоночного уик-энда. Новый объединённый чемпионат и кубок России получил название Russian Racing Championship (сокращённо — RRC), организацией его также занималась РАФ. Турнир включал восемь этапов на пяти различных трассах, в том числе и на свежепостроенной Moscow Raceway в Волоколамском районе Подмосковья. На старт выходили более ста пилотов. К «кузовным» классам Туринг, Супер-Продакшн, Туринг-Лайт и Национальный добавились заезды на компактных спортпрототипах MitJet и Legends, и класс GT-Rus («Гран Туризмо»).

## Несчастные случаи
19.08.2012 погиб пилот команды «Химки Моторспорт» Юрий Семенчев, не справившись с управлением и врезавшись в отбойник на трассе Смоленское кольцо.
09.06.2013 Станислав Минский из команды B-TUNING, пилотируя SEAT Leon класса «Туринг» при входе в последний поворот трассы Moscow Raceway после длинной прямой, на скорости около 200 км/ч врезался в заднюю часть Renault Clio класса «Супер Продакшн» опытнейшего пилота Виктора Козанкова, после чего обе машины отлетели в отбойник. Гонка была остановлена красными флагами. Козанков не пострадал. Минский был доставлен в госпиталь. От удара у пилота раскололся шлем, однако он отделался несколькими ушибами и сотрясением мозга, оба автомобиля не подлежали восстановлению.

## Спортивный регламент

### Об этапе

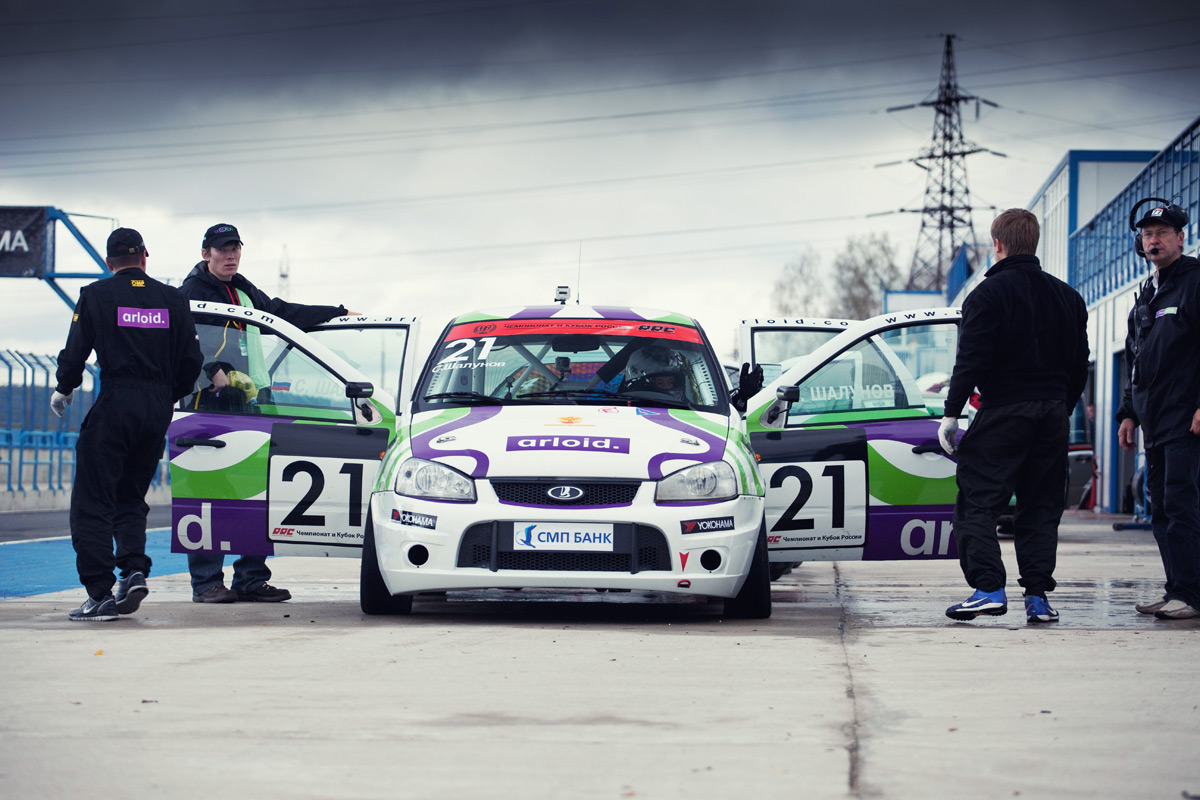
Сергей Шалунов. Класс Туринг-лайт, 8 этап, Смоленское кольцо

В RRC существует 8 классов: «Туринг», «Супер-Продакшн», «Туринг-Лайт», «Национальный», «MitJet», «Legends», «GT» и «Формула-Россия». Следующие классы сгруппированы в отдельные заезды по объёму двигателя: «Объединенный 2000» включает «Туринг» и «Супер-Продакшн», «Объединенный 1600» — «Туринг-Лайт» и «Национальный». Этап состоит из трех дней: один тренировочный и два гоночных.

### Квалификация
Все классы проходят обязательную квалификацию, по итогам которой формируется стартовая решётка гонки. Во время квалификационного заезда необходимо показать лучшее время круга на трассе.
Классы «Объединенный 1600», «Объединенный 2000»: первая квалификация 20 мин., вторая — 10 мин. (во второй квалификации принимают участие пилоты, занявшие по итогам первой квалификации места с 1 по 6).
Классы «Легендс», «МитДжет» и «Формула-Россия» : квалификация 20 мин.
Класс «GT-Rus»: квалификация 30 мин.
За это время необходимо показать максимально хороший результат, однако при желании можно сойти с дистанции и раньше. По результатам квалификационных заездов формируется стартовая решетка гонки.
У класса «Легендс» также проходит дополнительная пятикруговая гонка (25 мин) — Хит — результаты которой суммируются с результатами квалификации для формирования стартовой решетки основной гонки.

### Гонки

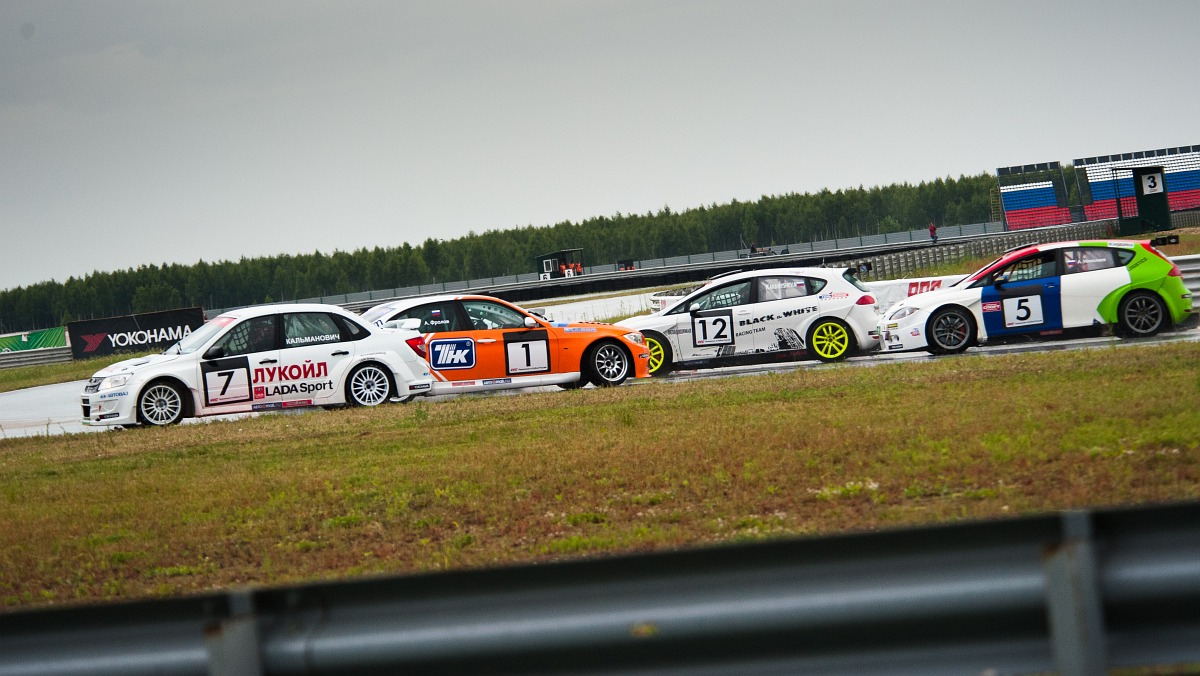
Объединенный заезд 2000. 3 этап, Нижегородское кольцо

«Объединенный 2000» и «Объединенный 1600»: в течение этапа проводятся две гонки по 30 минут, в течение которых пелетон проезжает 15 кругов. Во время первой гонки пелотон проезжает так называемый прогревочный круг за машиной safety car, чтобы привести резину в рабочее состояние (прогреть), и когда safety car покидает трассу, гонщики стартуют с хода. Во второй гонке применяется процедура реверсивного старта. Шесть пилотов, показавшие лучшие результаты в первом заезде, стартуют в обратном порядке (пришедший шестым стартует первым, пятый — вторым и так далее), остальные — согласно занятым местам. Старт дается с места — после прогревочного круга пилоты вновь останавливаются на стартовой прямой и ждут сигнала судьи.
«GT-Rus»: в течение этапа проводится одна гонка, которая длится 1 час с обязательной остановкой на пит-лейн. Продолжительность остановки определяется на основании среднего темпа экипажа в квалификации. Минимальное время остановки (для самого медленного экипажа) — 1 минута. Интервал для остановки — с окончания 20-й до окончания 35-й минуты гонки. Старт с хода.
«МитДжет» и «Формула-Россия»: в течение этапа проводится две гонки по 20 минут. Гонка длится 10 кругов, стартовая решетка формируется в первый гоночный день по итогам квалификации, во второй — по итогам первой гонки. Старт с хода.
«Легендс»: в течение этапа проводится две гонки по 20 минут. Гонка длится 10 кругов, стартовая решетка в каждый из гоночных дней формируется по итогам квалификации и хита. Старт с хода.
По итогам каждой гонки проводится награждение в личном и командном зачетах классов.

### Победители этапа
После каждой гонки трое пилотов или экипажей поднимаются на пьедестал, но победители всего этапа объявляются по итогам гоночного дня. Ими становятся спортсмены, набравшие максимальное количество очков в сумме за две гонки. При равенстве очков победитель определяется по лучшему результату во второй гонке (для классов «Туринг», «Супер-продакшн», «Туринг-лайт», «Национальный», «МитДжет», «Формула-Россия» и «Легендс»). Начисление очков в командном зачёте производится по сумме очков, набранных водителями, заявленными командой на этапе.
Для класса «GT-Rus» очки по этапам не суммируются. Каждый этап для этого класса является самостоятельным и отдельным.

## Классы турнира[9]
Чемпионат и Кубок России по автомобильным кольцевым гонкам включает в себя 8 различных гоночных классов: Туринг, Супер-Продакшн, Туринг-Лайт, Национальный, MitJet, Legends, Формула-Россия и GT-Rus. С 6 этапа в рамках Чемпионата появился ещё один зачет — Seat Super Copa.
- Подробно о классах Russian Racing Championship

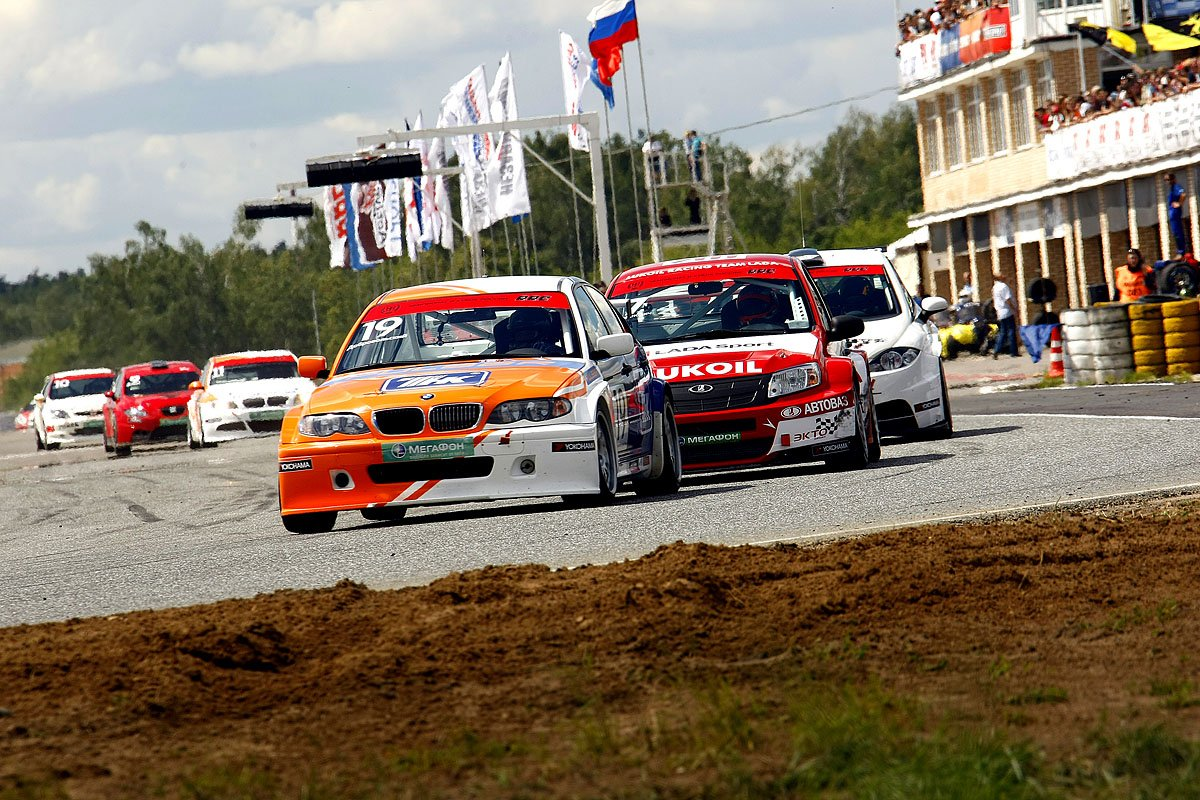
Туринг
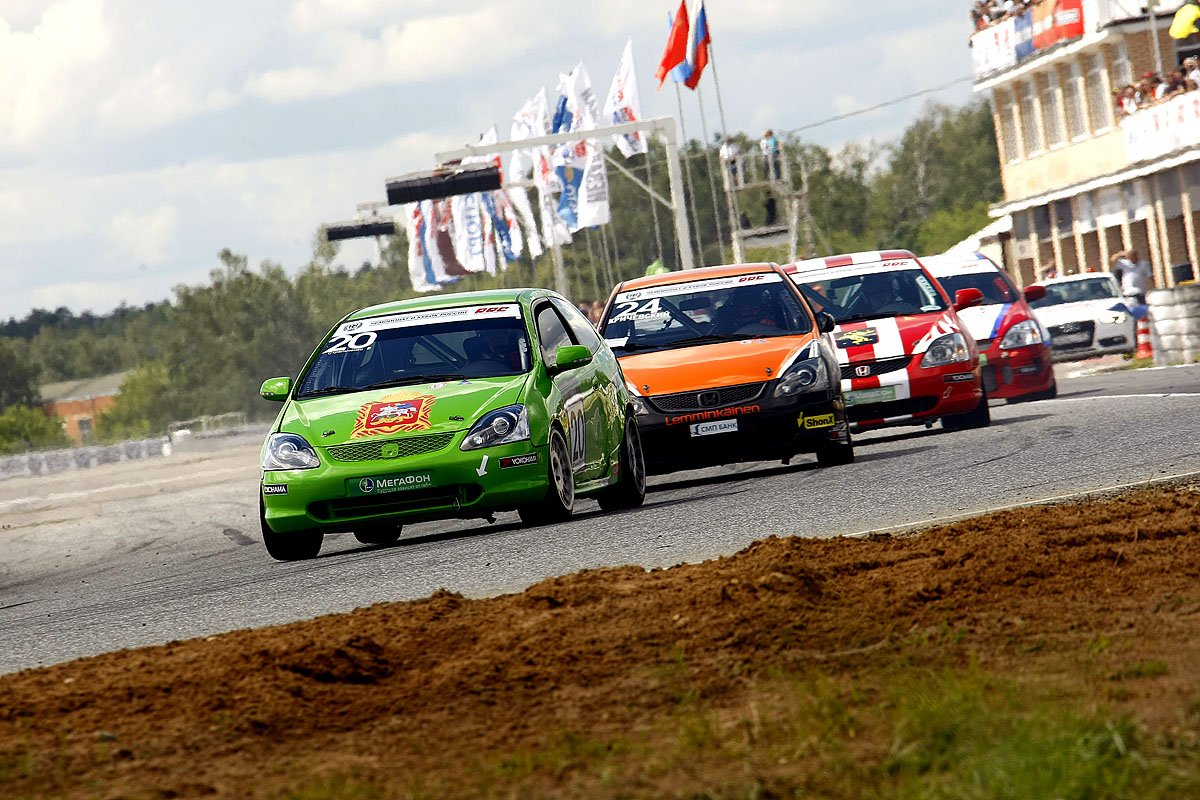
Супер-продакшн
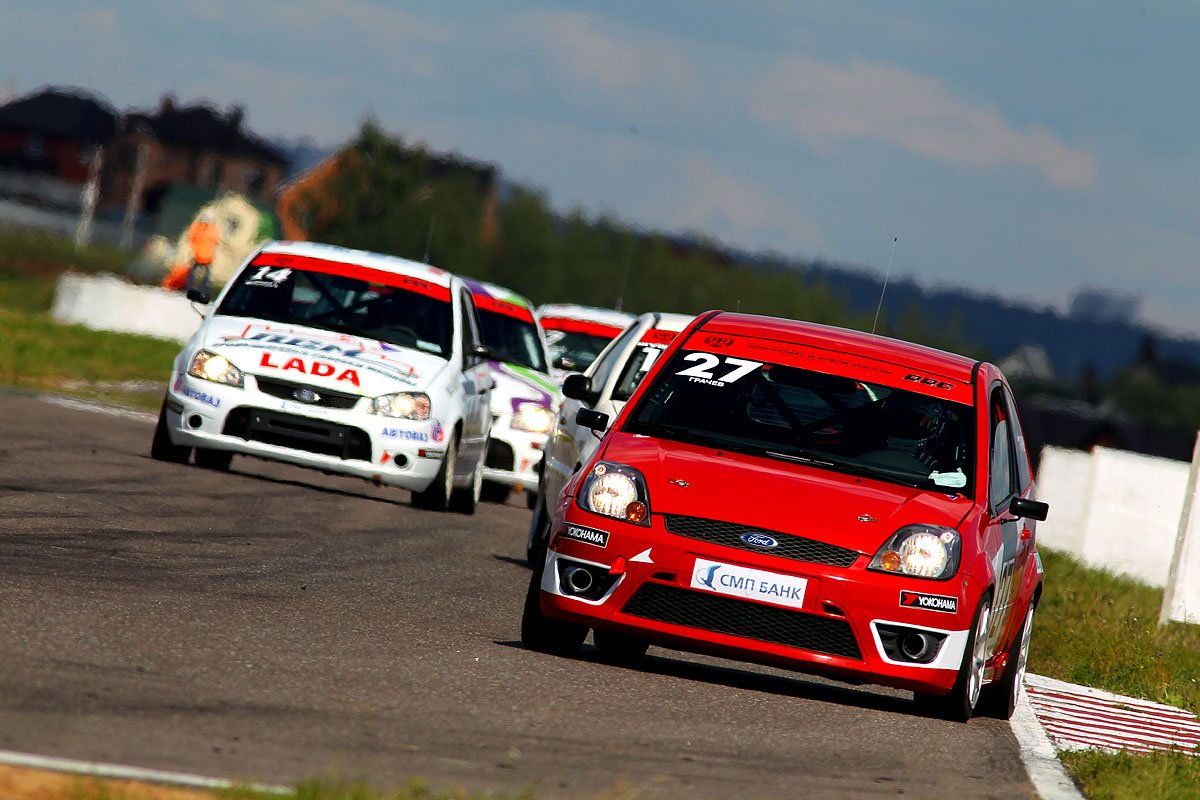
Туринг-лайт
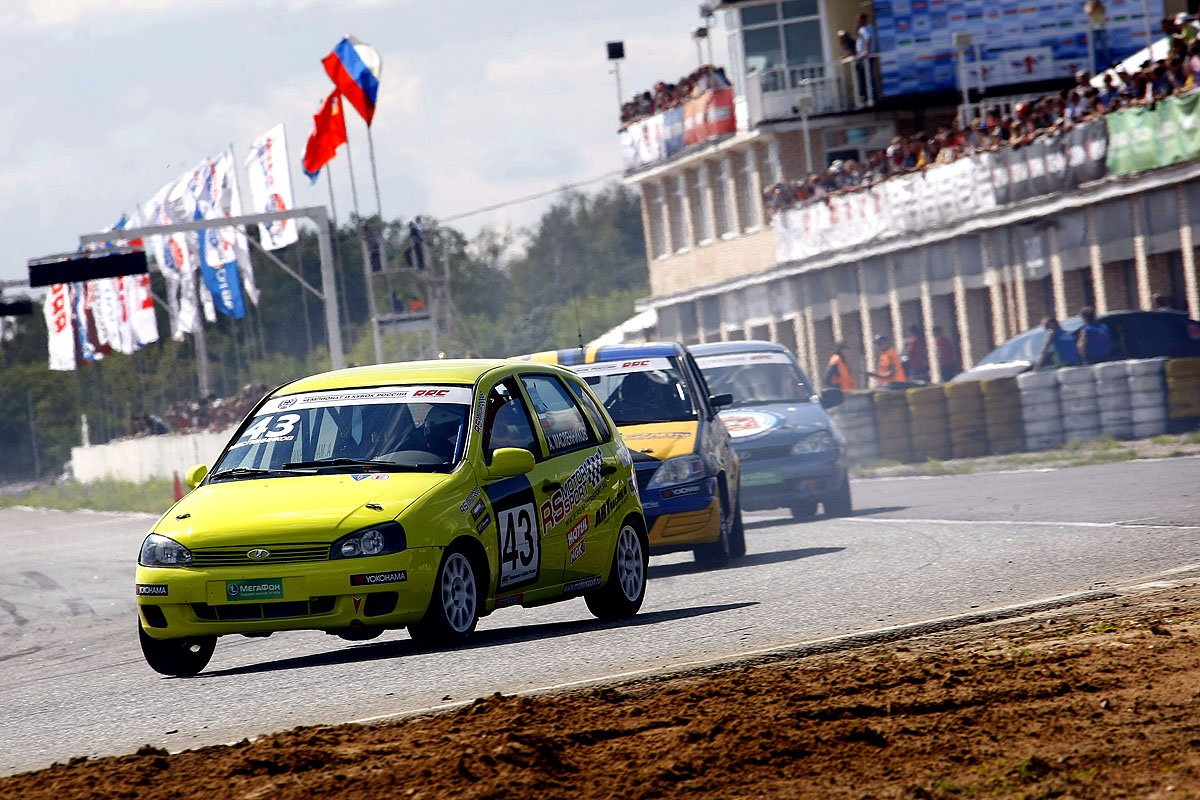
Национальный
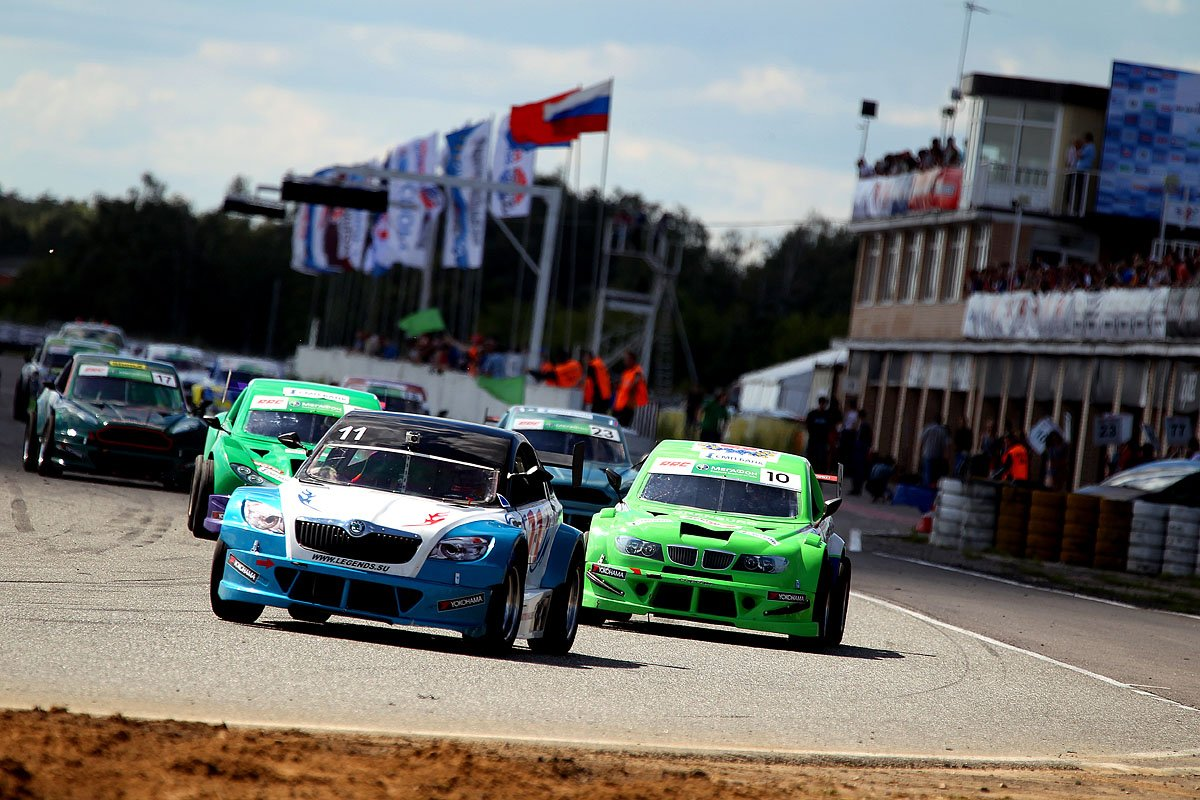
МитДжет
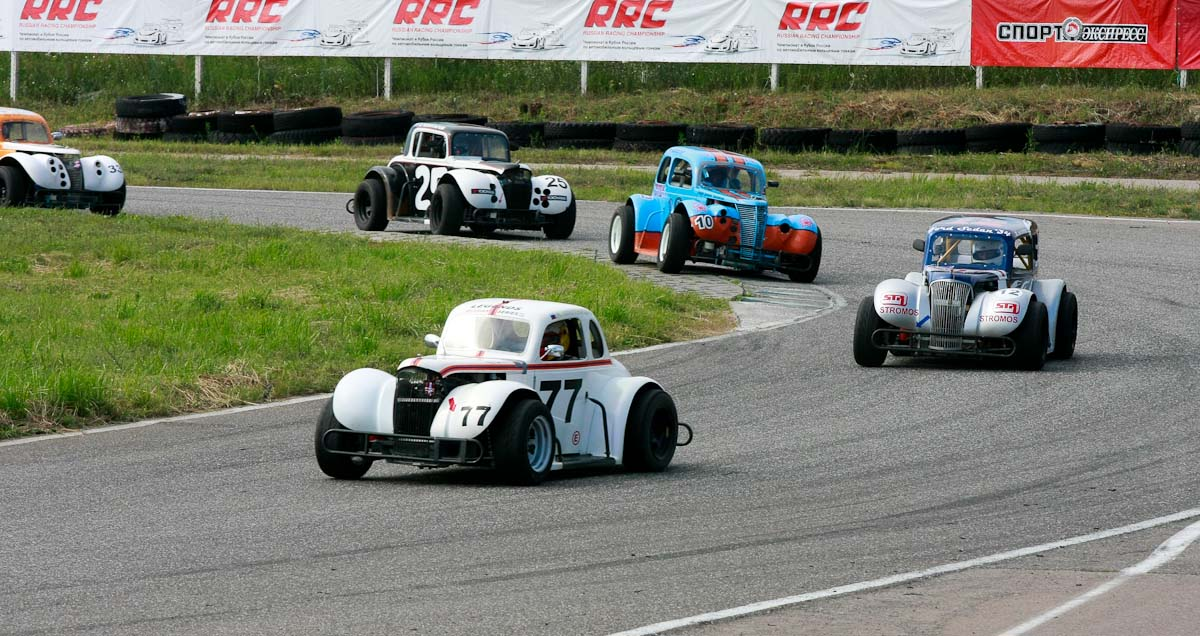
Легендс
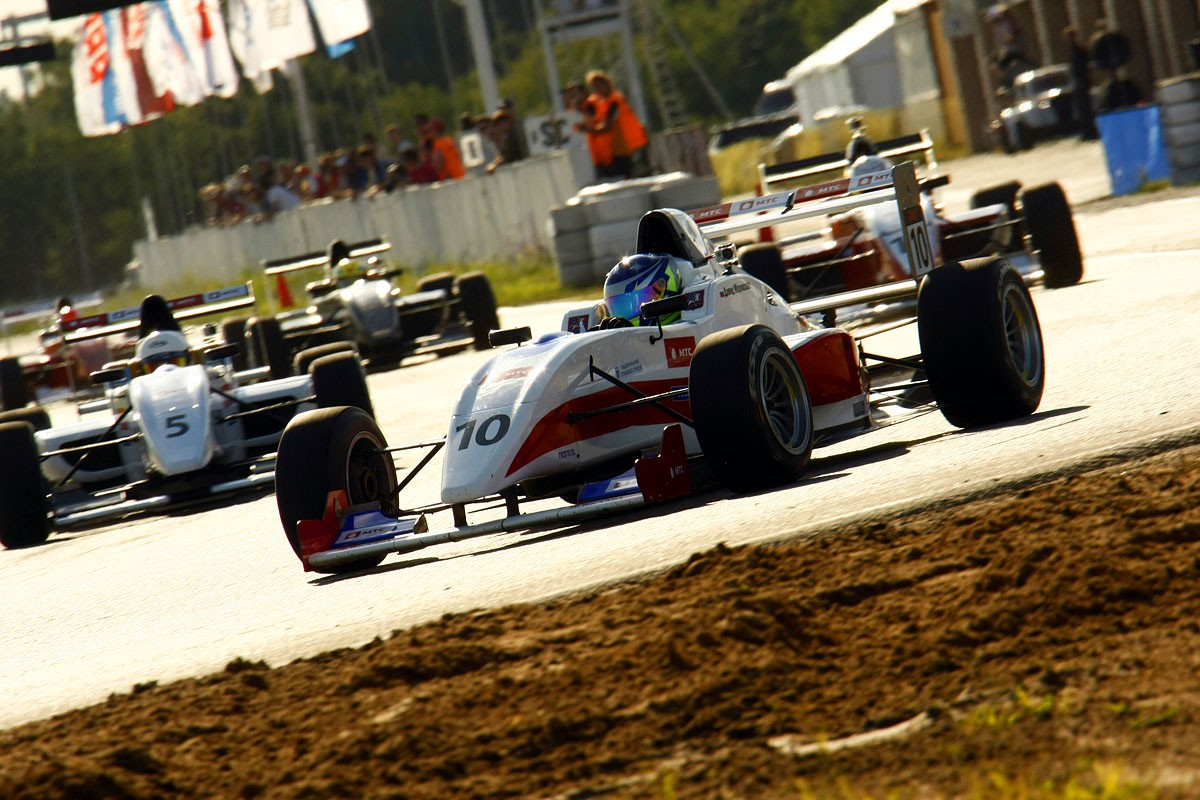
Формула-Россия
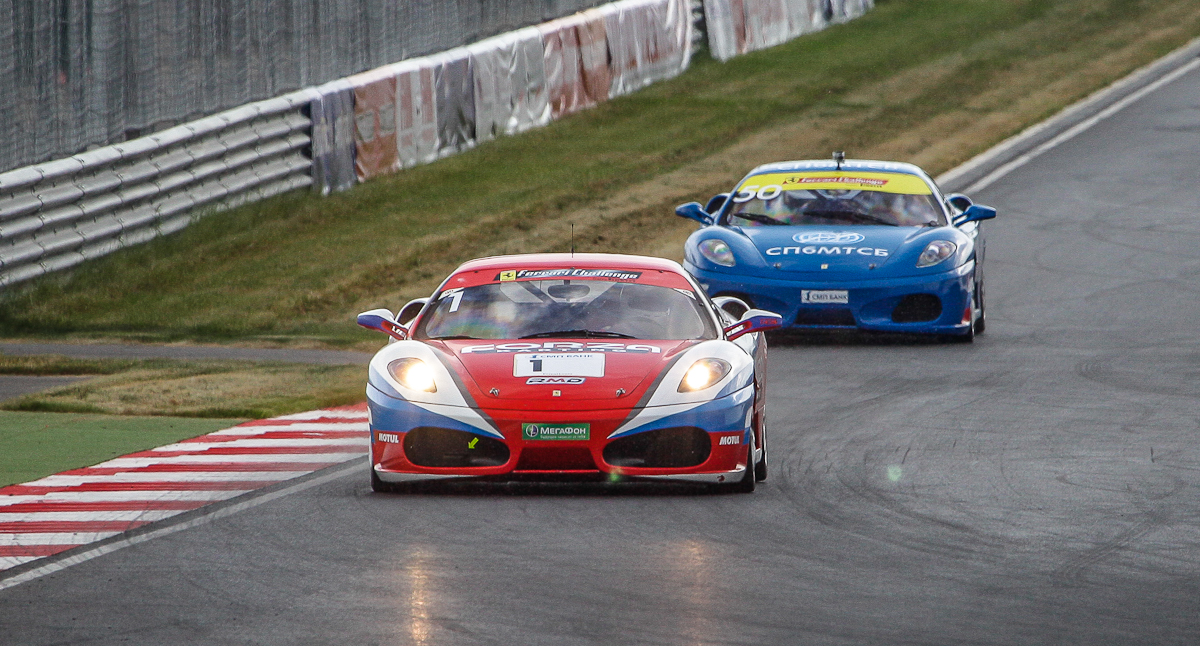
GT-Rus
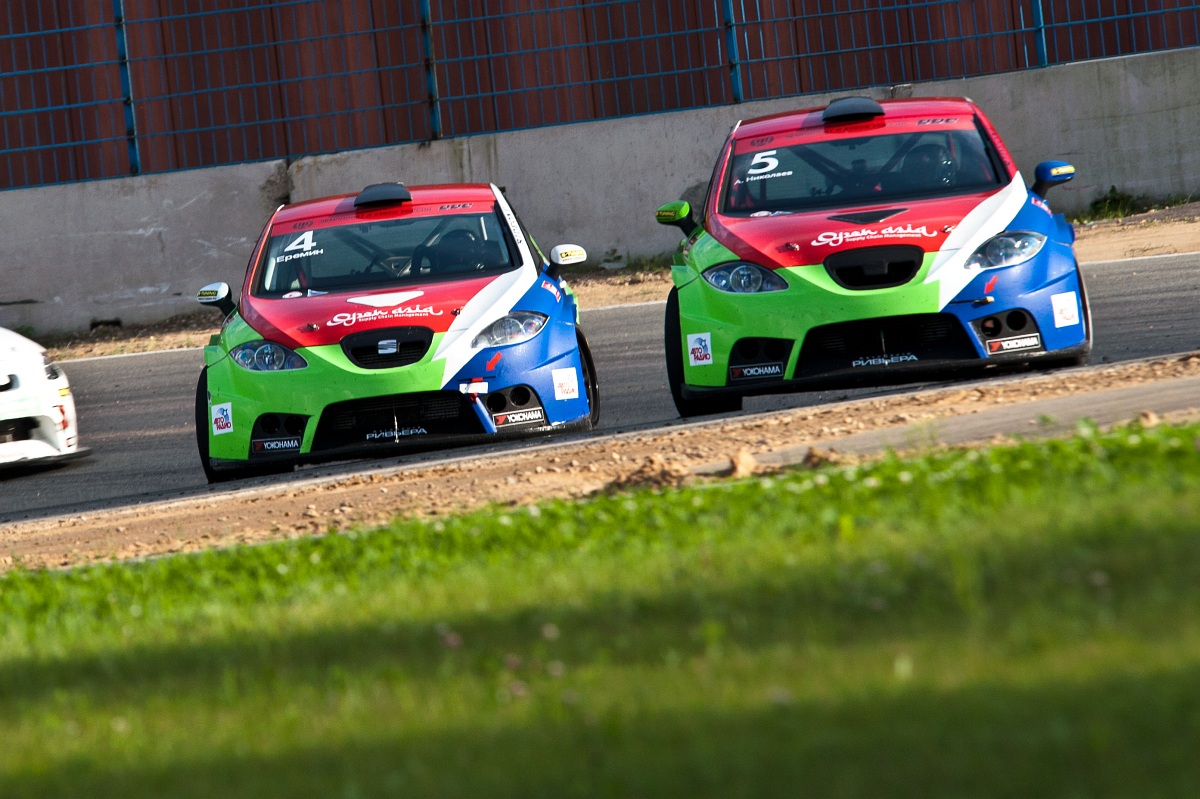
Seat Super Copa

## Трассы RRC
| № | Герб | Город/Район                             | Трасса               | Схема |
| - | ---- | --------------------------------------- | -------------------- | ----- |
| 1 |      | Смоленская область: Дорогобуж           | Смоленское кольцо    |       |
| 2 |      | Республика Татарстан: Казань            | Каньон               |       |
| 3 |      | Нижегородская область: Богородск        | Нижегородское кольцо |       |
| 4 |      | Московская область: Раменский район     | Трасса АДМ           |       |
| 5 |      | Московская область: Волоколамский район | Moscow Raceway       |       |

## Чемпионы сезона 2012

### Личный зачет

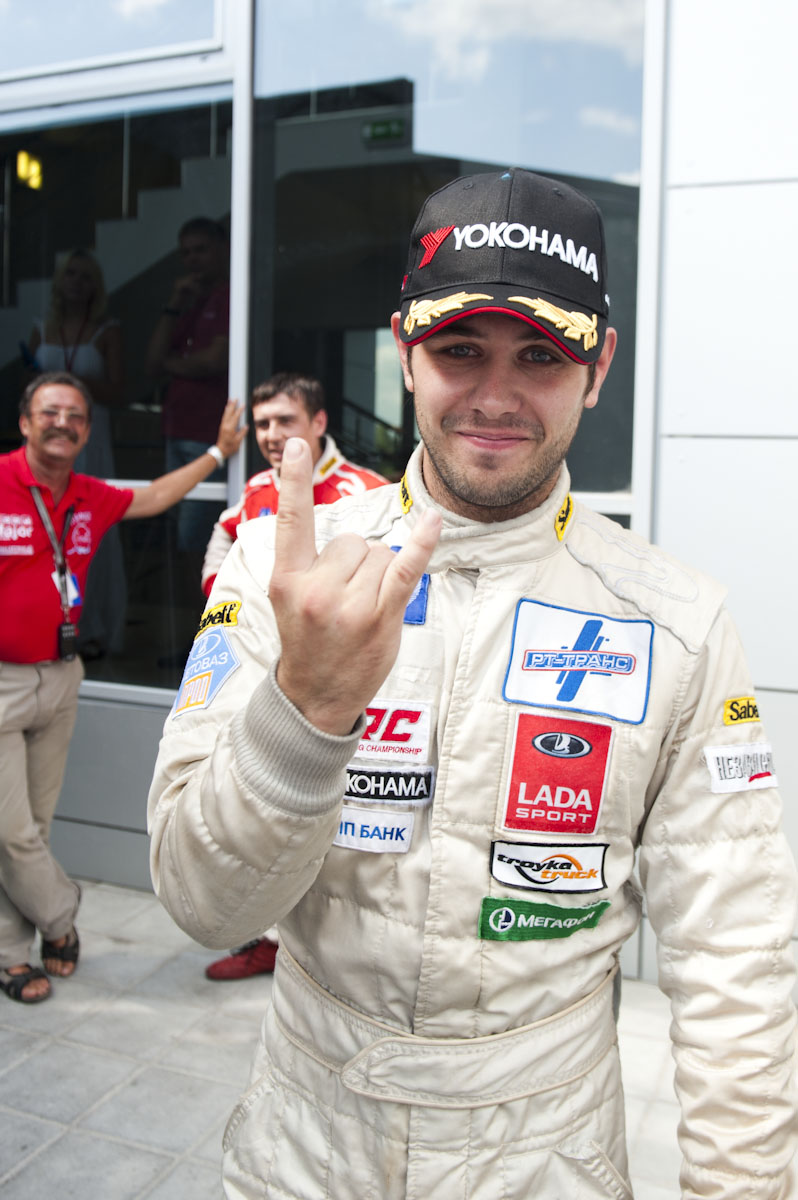
Владимир Шешенин, класс Национальный

| Класс           | Чемпион            | Команда            | Город        | Автомобиль         | Очки  |
| --------------- | ------------------ | ------------------ | ------------ | ------------------ | ----- |
| Туринг          | Фролов Александр   | ТНК racing team    | Оренбург     | BMW E-90           | 1350  |
| Супер-Продакшн  | Кричевский Василий | Lemminkainen       | Москва       | Honda Civic Type R | 267,5 |
| Туринг-Лайт     | Грачев Михаил      | Личный зачет       | Омск         | Ford Fiesta        | 1200  |
| Национальный    | Шешенин Владимир   | АВТОВАЗ ПРОО       | Екатеринбург | ВАЗ 1119-37        | 884   |
| МитДжет         | Маркозов Дэвид     | Мегафон Моторспорт | Москва       | МитДжет            | 1007  |
| Seat Super Copa | Николаев Андрей    | Личный зачет       | Москва       | Seat Leon          | 341   |

### Командный зачет

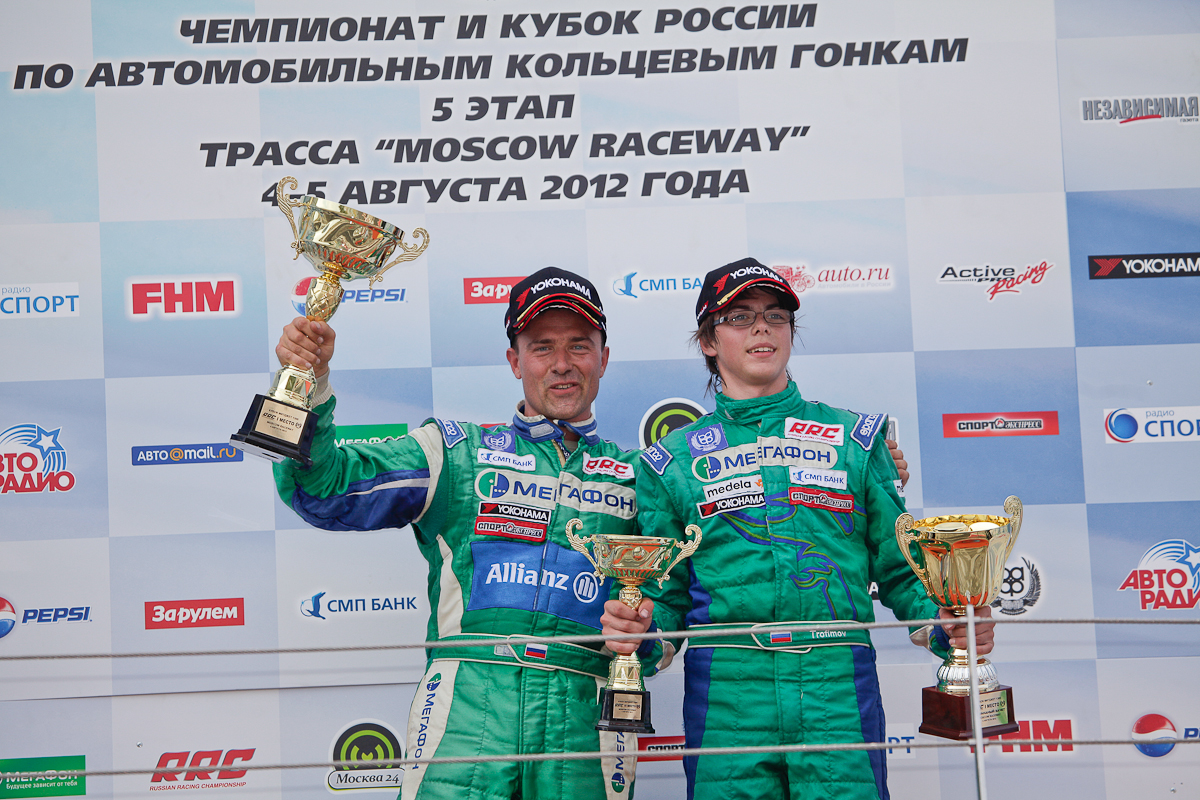
МегаФон Моторспорт: Дэвид Маркозов и Сергей Трофимов

| Класс          | Команда            | Город        | Автомобиль         | Пилоты                                 | Очки   |
| -------------- | ------------------ | ------------ | ------------------ | -------------------------------------- | ------ |
| Туринг         | ТНК racing team    | Москва       | BMW E-9 BMW E46    | Фролов Александр Добровольский Дмитрий | 2333   |
| Супер-Продакшн | Химки Моторспорт   | Химки        | Honda Civic type R | Стрельченко Владимир Раев Михаил       | 390    |
| Туринг-Лайт    | ПСМ-Team80         | Владимир     | Лада 11196         | Сальников Александр Мезенцев Василий   | 1668   |
| Национальный   | АВТОВАЗ ПРОО       | Екатеринбург | ВАЗ 1119-37        | Шешенин Владимир Кобенко Александр     | 1278   |
| МитДжет        | Мегафон Моторспорт | Москва       | МитДжет            | Маркозов Дэвид Трофимов Сергей         | 1765,5 |

## Официальные партнеры 2012
- Yokohama
- МегаФон
- RECARO
- PepsiCo
- СМП Банк